# 83 (număr)
83 (optzeci și trei) este numărul natural care urmează după 82 și precede pe 84 într-un șir crescător de numere naturale.

## În matematică
83:
- Este al 23-lea număr prim, urmând după 79, cu care formează o pereche de numere prime verișoare⁠(d).[1][2]
- Este un număr prim aditiv,[3][4] un prim asigurat,[5][6][7] un prim Chen,[8][9] un prim Euler,[10][11] un prim izolat,[12] un prim Pillai,[13][14] un prim plat,[15][16] un prim slab,[17][18] un prim Sophie Germain și un prim trunchiabil la stânga.[19][20]

.
- Este un Prim Eisenstein, fără parte imaginară, iar cu partea reală de forma 3n − 1.
- Este un număr extrem cototient.[23][24]
- Este suma a trei numere prime consecutive: (23 + 29 + 31).
- Este suma a cinci numere prime consecutive: (11 + 13 + 17 + 19 + 23).

## În știință
- Este numărul atomic al bismutului.

### În astronomie
- Messier 83 este o galaxie spirală cu o magnitudine 8,5 în constelația Hidra.
- Obiectul NGC 83 din New General Catalogue este o galaxie eliptică cu o magnitudine 12,3 în constelația Andromeda.
- 83 Beatrix, un asteroid din centura principală.

## În religie

### În iudaism
- Când cineva împlinește 83 de ani poate sărbători a doua Bar Mițva, deoarece se consideră că viața unui om este de 70 de ani, după care începe a doua viață.

## În muzică
- M83 este albumul de debut al grupului de muzică electronică francez M83
- 83 este un cântec din albumul Room for Squares de John Mayer.

## În cinematografie și televiziune
- Gypsy 83 este un film din 2001 regizat de Todd Stephens.
- Class of '83 este un film din 2004 regizat de Kurt E. Soderling.
- 83 de ore până în zori (83 Hours 'Til Dawn) este un film din 1990 regizat de Donald Wrye
- 83 a fost ultimul canal din banda UHF până în anii 1970 (acum ultimul este canalul 69) deoarece frecvențele respective au fost realocate telefoniei mobile.

## În alte domenii
83 se poate referi la:

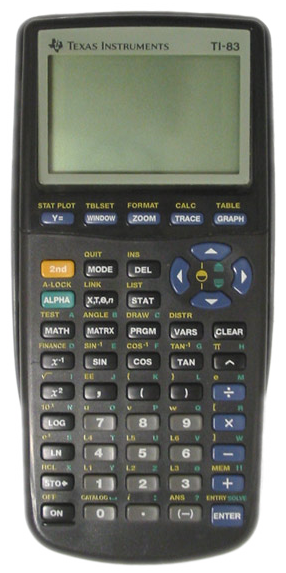
Calculator TI-83

- Calculatorul TI-83 al firmei Texas Instruments.
- 83 este numărul departamentului Var din Franța.
- Grupul de cifre din codul ISBN pentru cărțile publicate în Polonia.
- A 8-a literă din alfabetul englez fiind H și a 3-a C, „83” este înțeles drept „Heil Christ” un salut folosit uneori de unele grupări care se consideră creștine, rasiste sau nu.[25]
- Un emoticon asemănător cu :3 , însă cu ochii larg deschiși.
- Numărul unor drumuri: Drumul european E83, AH83, Carretera Federal 83 (Mexic), Interstate 83 (SUA), A83 (Franța) etc.